# Друг народу
«Друг народу» («L'Ami du peuple») — французька політична газета революційного періоду, створена і опублікована Жан-Поль Маратом з 1789 по 1792 роки на заміну журналу «Французька Республіка».
Вона також з'явилася у вигляді плакатів з надписами «друг народу», розміщених на стінах Парижа.

## Історія
Вперше газета вийшла 8 вересня 1789 року під назвою «Паризький публіцист». З 16 вересня 1789 року, після виходу 5-ти номерів, назва змінюється на «Друг народу».

### Перебої
```
Після виходу випуску №
 
97 (14 січня 1790) Жан-Поль Марат, постає перед судом за «розпалювання насильства». За образи пана Bouchet d'Argis, був виданий ордер на арешт підписаний мером Парижа Jean Sylvain Bailly. Три місяці Марат ховався в Парижі, після цього вирушив до Лондона. За час його відсутності були опубліковані контрафактні примірники, зокрема, пан Vaudin видав тридцять номерів.
```

Пізніше Марат почав видавати газету «Французький Меркурій», перший номер якої вийшов 2 червня 1790 року.
14 вересня 1791 року, в день прийняття конституції Луї XVI, Марат залишив Францію, щоб уникнути різника Маке, спокусивши його жінку, і знову переїхав до Лондону. Після цього «Друг народу» друкується 22 вересня Clermont-de-L'Oise та 23 вересня Breteuil.
Видання робить паузу 4 грудня 1791 по 12 квітня 1792 і знову з'являється, після перерви в чотири місяці, за участі Simone Evrard, який став компаньйоном Марата.
Під час перерви, 18 березня 1792, Марат опублікував проспект нового журналу — «Школа громадянина».
Газета повністю припиняє існування 21 вересня 1792 після трьох років і 685 номерів.

### Наступник
З 25 вересня 1792 газета виходить під назвою «Французька Республіка». Також «Друг народу» — назва газети, заснованої François-Vincent Raspail в 1848 році.

## Плакати
«Aux Armes ! C'en est fait de nous !» (До зброї! Це зробили ми!) — 28 липня 1790 року.

## Товариство друзів народу
«Товариство друзів народу» (фр. La Société des Amis du peuple) - французька громадська організація часу Липневої революції 1830 року. У товариство входили видатні республіканці. Товариство брало участь у повстанні ліонських робітників в 1831 році і в повстанні республіканців в Парижі 5-6 червня 1832 року.

### Союз друзів народу
Союз друзів народу — таємна політична організація, що існувала у Львові 1833—35. Її задачами були повалення абсолютизму за допомогою збройного повстання, утворення на землях колишньої Речі Посполитої федеративної демократичної республіки, ліквідації станових привілеїв, звільнення селян від панщини і передачі їм земельних наділів. Була підпорядкована організації польських карбонаріїв у Галичині. До її складу входили представники інтелігенції, студенти університету та ін. соціальні стани. Керівним органом союзу була декастерія, якій підлягали низові групи — роти. Очолювали організацію Г.Вісньовський та Л.Давид, її членами були С.Гощинський, Ш.Конарський, Л.Лукашевич. До однієї з рот входило 12 українських студентів університету (І.Сілецький, Р.Крижанівський, М.Мінчакевич, Т.Кульчицький, К.Слоневський, С.Мійський, Й.Охримович, І.Покинський та ін.). 1835 організація стала складовою частиною товариства "Співдружність польського народу".